# Jaroszewo (gromada)
Jaroszewo (od 31 XII 1959 Żnin) – dawna gromada, czyli najmniejsza jednostka podziału terytorialnego Polskiej Rzeczypospolitej Ludowej w latach 1954–1972.
Gromady, z gromadzkimi radami narodowymi (GRN) jako organami władzy najniższego stopnia na wsi, funkcjonowały od reformy reorganizującej administrację wiejską przeprowadzonej jesienią 1954 do momentu ich zniesienia z dniem 1 stycznia 1973, tym samym wypierając organizację gminną w latach 1954–1972.
Gromadę Jaroszewo z siedzibą GRN w Jaroszewie utworzono – jako jedną z 8759 gromad na obszarze Polski – w powiecie żnińskim w woj. bydgoskim, na mocy uchwały nr 24/19 WRN w Bydgoszczy z dnia 5 października 1954. W skład jednostki weszły obszary dotychczasowych gromad Brzyskorzystew, Jaroszewo i Sulinowo ze zniesionej gminy Żnin-Zachód w powiecie żnińskim oraz obszar dotychczasowej gromady Sobiejuchy ze zniesionej gminy Królikowo w powiecie szubińskim w tymże województwie. Dla gromady ustalono 19 członków gromadzkiej rady narodowej.
31 grudnia 1959 gromadę Jaroszewo zniesiono przez przeniesienie siedziby GRN z Jaroszewa do Żnina i zmianę nazwy jednostki na gromada Żnin.